# ルキウス・コルネリウス・レントゥルス・カウディヌス (紀元前275年の執政官)
ルキウス・コルネリウス・レントゥルス・カウディヌス（ラテン語: Lucius Cornelius Lentulus Caudinus、紀元前310年頃 - 紀元前275年以降）は共和政ローマのパトリキ（貴族）出身の政治家・軍人。紀元前275年に執政官（コンスル）を務めた。

## 経歴
ルキウス・コルネリウスの父の名前はティベリウス・コルネリウス、祖父の名前はセルウィウス・コルネリウスである。
紀元前275年に執政官に就任、同僚執政官はマニウス・クリウス・デンタトゥスであった。この年にエペイロス王ピュロスはシケリア（シチリア）からイタリアへ戻ってきたが、デンタトゥスはベネウェントゥムの戦いでピュロスに大きな損害を与え、ピュロスをエペイロスへ撤退させた。
一方、ルキウス・コルネリウスはピュロスと同盟したサムニウムへ遠征し、おそらくこの時カウディウムを陥落させ、ルカニアへも遠征した。この勝利のために、3月1日に凱旋式を挙行している（当時のローマ暦は3月1日が新年となるため、当時の暦法では翌年正月）。彼のアグノーメン（第4名、添え名）であるカウディヌスは、カウディウムを占領したことに起因すると思われる。

## 参考資料
1. ↑  カピトリヌスのファスティ、275年
2. ↑  エウトロピウス『首都創建以来の略史』、II, 14
3. ↑  T. R. S. Broughton (1951, 1986). The Magistrates of the Roman Republic Vol.1. American Philological Association. p. 195
4. ↑  大プリニウス『博物誌』、XXXIII, 38
5. ↑  プルタルコス『対比列伝』「ピュロス」、25